# Kristin Scott Thomas

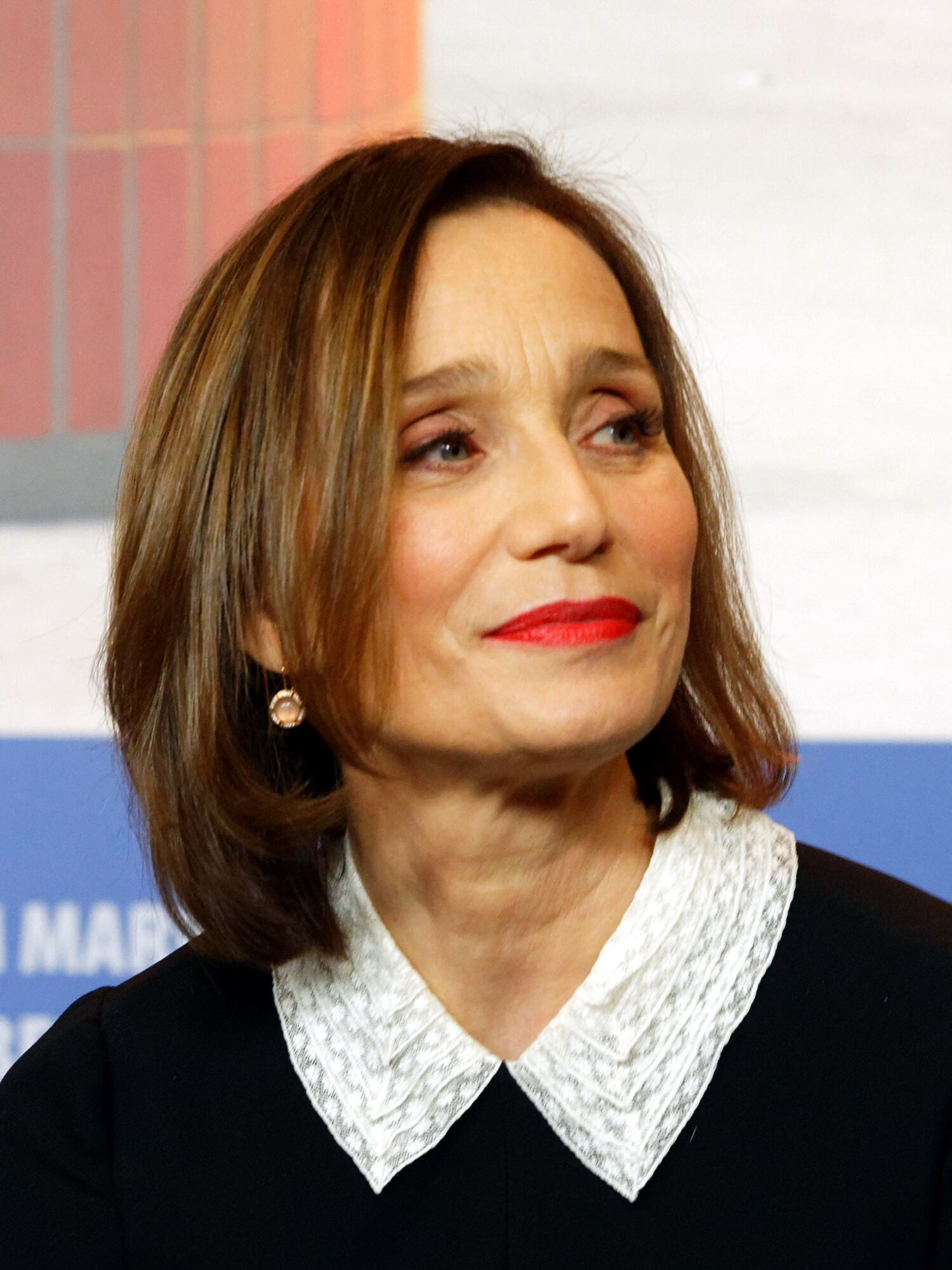
Kristin Scott Thomas bei der Pressekonferenz zu The Party (2017)

Dame Kristin Ann Scott Thomas, DBE (* 24. Mai 1960 in Redruth, Cornwall), ist eine britisch-französische Schauspielerin.

## Leben
Kristin Scott Thomas wuchs mit ihrer jüngeren Schwester Serena Scott Thomas in Dorset in England auf. Ihre Familie ist traditionell mit der Royal Navy verbunden. Ihr Vater und ihr Stiefvater dienten als Piloten bei der Fleet Air Arm. Ihr Onkel, Sir Richard Thomas, war Admiral und Gentleman Usher of the Black Rod im House of Lords. Ihr Ur-Ur-Onkel war der Polarforscher und Marineoffizier Robert Falcon Scott.
Im Alter von 19 Jahren ging sie als Au pair nach Paris, absolvierte dort eine Schauspielausbildung an der École Nationale des Arts et Technique de Théâtre und wurde sofort nach ihrem Abschluss für das Filmprojekt Under the Cherry Moon – Unter dem Kirschmond (1986) des amerikanischen Popstars Prince verpflichtet. In den folgenden Jahren war sie überwiegend in französischen Produktionen zu sehen. Ihren Durchbruch hatte sie 1992 mit Roman Polańskis Film Bitter Moon. 1997 war sie für ihre Darstellung der Katharine Clifton in Der englische Patient für den Oscar in der Kategorie Beste Hauptdarstellerin nominiert. Seitdem zählt sie zu den großen Stars der europäischen Filmszene und bekam Hauptrollen in Der Pferdeflüsterer (1998) und in Gosford Park (2001). 2008 erhielt sie für ihre Darstellung einer Kindsmörderin in Philippe Claudels französischsprachigem Drama So viele Jahre liebe ich dich den Europäischen Filmpreis als beste Darstellerin. Im selben Jahr war sie zudem für einen Golden Globe nominiert und darüber hinaus als Elizabeth Boleyn in dem Historiendrama Die Schwester der Königin an der Seite von Natalie Portman und Scarlett Johansson zu sehen.
Daneben spielte sie auch am Theater, unter anderem Tschechow und Pirandello in London. Sie war 2004 als beste Schauspielerin für den „Laurence Olivier Theatre Award“ nominiert und gewann diesen 2008 für die Rolle der Arkadina in Tschechows Die Möwe am Londoner Jerwood Theatre. Mit dieser Inszenierung ging sie im September 2008 auf Gastspielreise nach New York.
Im Jahr 2003 wurde Kristin Scott Thomas als Officer des Order of the British Empire und 2005 als Chevalier der französischen Légion d’honneur ausgezeichnet. 2015 wurde sie als Dame Commander des Order of the British Empire in den persönlichen Adelsstand erhoben. Von 1987 bis 2005 war sie mit dem französischen Arzt François Olivennes verheiratet. Aus der Ehe gingen eine Tochter (* 1988) und zwei Söhne (* 1991 und 2000) hervor. Scott Thomas besitzt neben der britischen auch die französische Staatsbürgerschaft.
Seit ihrem Erfolg in Der englische Patient im Jahr 1996 wird Kristin Scott Thomas in Deutschland vornehmlich von Traudel Haas synchronisiert.

## Filmografie (Auswahl)
- 1985: Charly
- 1986: Under the Cherry Moon – Unter dem Kirschmond (Under the Cherry Moon)
- 1987: Agent Trouble – Mord aus Versehen (Agent trouble)
- 1987: Sentimental Journey (TV)
- 1988: Eine Handvoll Staub (A Handful of Dust)
- 1988: Der zehnte Mann (The Tenth Man, Fernsehfilm)
- 1991: Der Badearzt (Mio caro dottor Gräsler)
- 1992: Bitter Moon
- 1994: Vier Hochzeiten und ein Todesfall (Four Weddings and a Funeral)
- 1995: Engel und Insekten (Angels & Insects)
- 1995: Richard III. (Richard III)
- 1995: Belle Époque (Fernsehdreiteiler)
- 1996: Mission: Impossible
- 1996: Der englische Patient (The English Patient)
- 1997: Hering auf der Hose (The Revengers’ Comedies)
- 1998: Der Pferdeflüsterer (The Horse Whisperer)
- 1999: Begegnung des Schicksals (Random Hearts)
- 2000: Die Villa (Up at the Villa)
- 2001: Das Haus am Meer (Life As A House)
- 2001: Gosford Park
- 2003: Kleine Wunden (Petites coupures)
- 2004: Arsène Lupin – Der König unter den Dieben (Arsène Lupin)
- 2005: Mord im Pfarrhaus (Keeping Mum)
- 2006: Kein Sterbenswort (Ne le dis à personne)
- 2006: In flagranti – Wohin mit der Geliebten? (La doublure)
- 2007: The Walker – Ein Freund gewisser Damen
- 2008: Easy Virtue – Eine unmoralische Ehefrau (Easy Virtue)
- 2008: So viele Jahre liebe ich dich (Il y a longtemps que je t’aime)
- 2008: Die Schwester der Königin (The Other Boleyn Girl)
- 2008: Largo Winch – Tödliches Erbe (Largo Winch)
- 2009: Shopaholic – Die Schnäppchenjägerin (Confessions of a Shopaholic)
- 2009: Die Affäre (Partir)
- 2009: Nowhere Boy
- 2010: Liebe und Intrigen (Crime d’amour)
- 2010: Sarahs Schlüssel (Elle s’appelait Sarah)
- 2010: In deinem Bann gefangen (Contre toi)
- 2011: Die geheimnisvolle Fremde (La femme du Vème)
- 2011: Lachsfischen im Jemen (Salmon Fishing in the Yemen)
- 2012: Bel Ami
- 2012: In ihrem Haus (Dans la maison)
- 2012: Zwischen allen Stühlen (Cherchez Hortense)
- 2013: Only God Forgives
- 2013: The Invisible Woman
- 2013: Bevor der Winter kommt (Avant l’hiver)
- 2014: My Old Lady
- 2015: Suite française – Melodie der Liebe (Suite française)
- 2017: The Party
- 2017: Die dunkelste Stunde (Darkest Hour)
- 2018: Tomb Raider
- 2018: Der Klavierspieler vom Gare du Nord (Au bout des doigts)
- 2019: Mrs. Taylor’s Singing Club (Military Wives)
- 2019: Fleabag (2x3)
- 2020: Rebecca
- 2022: Reif für die Insel (Les Cyclades)
- seit 2022: Slow Horses – Ein Fall für Jackson Lamb (Slow Horses, Fernsehserie)
- 2023: North Star (auch Regie und Drehbuch)

## Auszeichnungen (Auswahl)

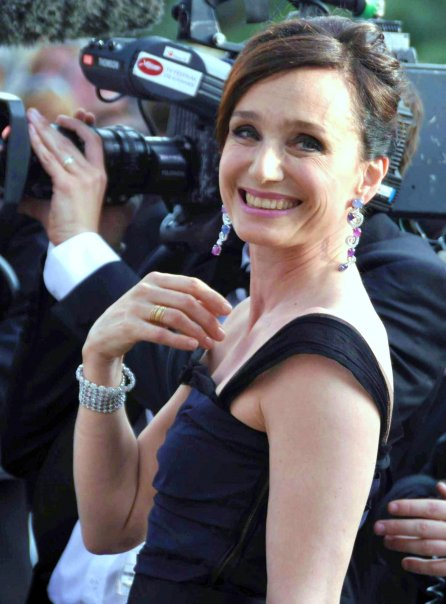
Kristin Scott Thomas 2009 bei den 62. Internationalen Filmfestspielen von Cannes

- 1987: nominiert für die Goldene Himbeere für Under the Cherry Moon – Unter dem Kirschmond
- 1995: BAFTA Award für Vier Hochzeiten und ein Todesfall
- 1997: Oscar-Nominierung für Der englische Patient
- 1997: BAFTA-Nominierung für Der englische Patient
- 1997: nominiert für einen Screen Actors Guild Award für Der englische Patient
- 1997: Golden-Globe-Nominierung für Der englische Patient
- 1999: nominiert für einen Blockbuster Entertainment Award für Der Pferdeflüsterer
- 2002: Screen Actors Guild Award für Gosford Park
- 2009: BAFTA-Nominierung für So viele Jahre liebe ich dich
- 2009: César-Nominierung für So viele Jahre liebe ich dich
- 2009: Europäischer Filmpreis für So viele Jahre liebe ich dich
- 2009: Golden-Globe-Nominierung für So viele Jahre liebe ich dich
- 2010: BAFTA-Nominierung für Nowhere Boy
- 2010: César-Nominierung für Die Affäre
- 2011: Prix Lumières für Sarahs Schlüssel
- 2011: César-Nominierung für Sarahs Schlüssel